# Édouard Vandal
Pour les articles homonymes, voir Vandal.
Édouard, comte Vandal, né le 28 février 1813 à Coblenz et mort le 17 décembre 1889 à Paris, est un administrateur français.

## Biographie
Édouard Vandal est le fils de Jacques Vandal, inspecteur principal des douanes, et d'Anne Barbe Aloïse Barth.
Il suit la carrière de l'administration. Conseiller d’État, il est directeur général des Contributions indirectes de 1852 à 1861, puis directeur général des Postes de 1861 à 1870.
Avec sa première épouse Louise-Adèle Gallois de Naives (petite-fille de Louis Julius Gallois), il est le père du juriste et historien le comte Albert Vandal, membre de l'Académie française.
Il se remarie en 1864 avec Berthe Joséphine de Heeckeren d'Anthès (1839 - 1908), fille du baron Georges Charles de Heeckeren d'Anthès et d'Ekaterina Nikolaïevna Gontcharova. C'est grâce à sa 2e épouse que Albert, le fils du 1er mariage, fit de brillantes études.
Grâce à son beau-père, Georges Charles de Heeckeren d'Anthès, Edouard Vandal fut conseiller général du Bas-Rhin de 1867 à la fin de Second Empire.
Après la fin de l'Empire, il quitte la direction de la Poste pour devenir président de la Compagnie générale transatlantique de 1871 à 1875.

## Distinctions
Commandeur de la Légion d'honneur.
En 1875 il est anobli comte pontifical avec transmission héréditaire du titre.